# Ambystoma silvensis
Ambystoma silvense là một loài kỳ giông thuộc họ Ambystomatidae.
Đây là loài đặc hữu của México.
Môi trường sống tự nhiên của chúng là rừng ôn đới, hồ nước ngọt, đầm nước ngọt, khu vực trữ nước, và ao.
Chúng hiện đang bị đe dọa vì mất môi trường sống.